# Ozrinići
Ozrinići är en ort i Montenegro. Den ligger i den centrala delen av landet. Ozrinići ligger 633 meter över havet och antalet invånare är 2 024.
Terrängen runt Ozrinići är huvudsakligen kuperad, men åt nordväst är den platt. Närmaste större samhälle är Nikšić, 3,9 km nordväst om Ozrinići. Omgivningarna runt Ozrinići är en mosaik av jordbruksmark och naturlig växtlighet.